# 范杰明枪击案
范杰明枪击案（也称6·22上海化工厂杀人案），是范杰明于2013年6月22日在上海市犯下的系列持枪杀人案，该案导致6人死亡，4人受伤。范杰明在公司打死一名同事后，于逃窜途中在浦东又枪杀一人，折返回宝山后开枪打死一名哨兵，最后回到公司，又枪杀了三人。

## 案情
范杰明是上海广裕精细化工有限公司原办公室主任，為上海浦东人，曾当过兵。2013年6月22日，因工廠經濟糾紛将一名同事殴打致死后，拿出了他之前藏在宿舍里的猎枪，叫出租车司机把他带到浦东。到达目的地后，范杰明开枪将司机打死，并开车返回宝山。随后，他在某部队营房门口枪杀了一名哨兵，并抢走哨兵枪支。范杰明最后返回公司，又枪杀了3人。
2015年7月29日，上海市第二中级人民法院一审公开宣判：范杰明被判决执行死刑，剥夺政治权利终身，并处没收个人全部财产。经最高人民法院核准，2016年6月14日，范杰明被执行死刑。